# Yonnhy Pérez
Pour les articles homonymes, voir Pérez.
Yonnhy Pérez est un boxeur colombien né le 18 janvier 1979 à Carthagène des Indes.

## Carrière
Champion d'Amérique du Nord NABF des poids coqs en 2008 aux dépens d'Oscar Andrade, il devient champion du monde IBF de la catégorie le 31 octobre 2009 en battant aux points le ghanéen Joseph Agbeko,. Pérez conserve sa ceinture le 22 mai 2010 en faisant match nul contre Abner Mares mais perd le combat revanche contre Agbeko le 11 décembre 2010.